# Samouraï Éditions
Pour les articles homonymes, voir Samouraï (homonymie).
Samouraï Éditions ou Samouraï est une maison d'édition française créée en 1995 et spécialisée dans la publication de mangas, affiliée pour la série Ogenki Clinic au journal L'Écho des savanes. Son activité est arrêtée en 1996 à cause de problèmes de droits auprès d'éditeurs japonais.

## Historique
Samouraï est à l'origine une chaîne de magasins (dont trois à Paris) spécialisée dans les mangas et produits dérivés. Lors de la création de la branche d'édition, en 1995, la société est l'une des premières à publier des mangas en version française (et dans le sens de lecture japonais), avec Glénat et Tonkam.
Spécialisée dans la publication de mangas pour un public adolescent et/ou adulte (qui pouvaient être violents et pornographiques), l'éditeur voit en 1996 trois de ses titres (Ogenki Clinic, Cammy X et Dark Wirbel) interdits de vente aux mineurs et la série Conspiracy de U-Jin interdite d'exposition.
La société entame notamment la publication de Berserk en 1996, mais doit stopper sa commercialisation dès le premier tome pour problèmes de droits auprès des éditeurs japonais et arrête par la suite toute activité.

## Mangas édités
- AD Police
- Berserk (1 volume, repris par Dynamic Visions puis par Glénat)
- Conspiracy
- Count Down
- Dark Wirbel
- Exodus Creators
- Geno cyber
- Kaori Paradise
- Metal Hunters D
- Ogenki Clinic (2 volumes)
- Princess of Darkness
- Tenchi Muyo! (anime comics)
- The King of Fighters
- Vampire Princess Miyu (repris par Atomic Club)

## Dōjinshis édités
- Cammy X
- DB X
- Delires Manga X
- Gorgon